# Ashlee Evans-Smith
Ashlee Evans-Smith (Ukiah, California; 9 de julio de 1987) es una artista marcial mixta estadounidense retirada, que compitió en las divisiones femeninas de peso mosca y gallo. Ha competido para la promoción Ultimate Fighting Championship.

## Carrera de artes marciales mixtas
Como amateur, Ashlee Evans-Smith tiene un récord de 5-4 y es la antigua campeona Tuff-N-Uff. Sus cuatro derrotas fueron contra mujeres con un récord amateur combinado de 20-1-1. También cuenta con una notable victoria sobre la exluchadora de la UFC Jessamyn Duke. Comenzó su carrera profesional el 2 de marzo de 2013, en los cuartos de final del Torneo CFA Women's PGA. En un arduo combate, lleno de giros, contra su antigua rival amateur, Tori Adams, Evans-Smith ganó por decisión unánime, vengando así una derrota pasada.
A continuación, estaba previsto que luchara contra Peggy Morgan en la ronda semifinal del CFA 11, pero fue retirada de la tarjeta tras realizar una audición para TUF 18. Un informe reciente de The Wrestling Observer Newsletter anunciaba que Evans-Smith era una de las 17 luchadoras seleccionadas para TUF 18 pero que, a sus 25 años, prefirió recuperar su plaza en el torneo CFA.
Evans-Smith avanzó automáticamente a la final porque Morgan fue eliminada del torneo. Entonces surgió la noticia de que se enfrentaría a la luchadora transexual Fallon Fox porque la oponente de Morgan, Anna Barone, no pudo llegar al peso.

### Fox vs. Evans-Smith
El 12 de octubre de 2013, Evans-Smith llegó a la final del torneo CFA 12, entrando como gran favorita, llegando a estar +425 en las cuotas de las casas de apuestas. Tras una primera ronda de idas y venidas, empezó a tomar el mando en la segunda. El asalto terminó con polémica porque, mientras Evans-Smith aplicaba golpes desde la posición superior, el árbitro no oyó la señal que anunciaba el final del asalto, por lo que continuó golpeando a Fallon Fox. El árbitro declaró el combate TKO a su favor cuando el asalto ya debería haber terminado. Mientras Ashlee, su esquina y el público lo celebraban, el árbitro le comunicó que se había equivocado y que el combate iría a un tercer asalto. En el tercero, Ashlee pudo conseguir de nuevo la posición superior y logró asestar una oleada de golpes, hasta que el árbitro intervino y detuvo el combate, dándole la victoria por TKO en el tercer asalto.

### WSOF
Evans-Smith firmó entonces con la World Series of Fighting para luchar contra Marciea Allen en la WSOF 10. Ganó el combate por nocaut técnico. Ganó el combate por nocaut técnico en el tercer asalto.

### Ultimate Fighting Championship
Con un récord perfecto de 3-0, Evans-Smith tuvo la primera oportunidad en la organización para luchar contra Raquel Pennington el 6 de diciembre de 2014, en UFC 181, tras una lesión en el cuello de la oponente original de Pennington, Holly Holm. La pelea fue equilibrada y "trabada", especialmente en el clinch, hasta que Pennington aseguró un bulldog choke al final del round. Cuando terminó el asalto, se supo que Evans-Smith estaba inconsciente debido al final. El combate se interrumpió entre los asaltos 1 y 2, aunque el tiempo oficial es de 4:59 del primer asalto. Poco después, Ashlee fue suspendida por consumo de diuréticos.
Evans-Smith se enfrentó a Verónica Macedo el 3 de septiembre de 2016, en UFC Fight Night 93. Ganó la pelea por nocaut técnico en el tercer asalto.
Evans-Smith se enfrentó a la canadiense Sarah Moras el 9 de septiembre de 2017, en UFC 215. Perdió la pelea por sumisión armbar, lo que resultó en su codo dislocado, en la primera ronda.
Evans-Smith se enfrentó a la australiana Bec Rawlings el 7 de abril de 2018, en UFC 223. Ganó la pelea por decisión unánime.
Se esperaba que Evans-Smith se enfrentara a la recién llegada promocional Antonina Shevchenko el 30 de noviembre de 2018, en The Ultimate Fighter: Heavy Hitters Finale. Sin embargo, se informó el 8 de noviembre de 2018 que Evans-Smith se retiró del evento debido a una lesión y fue reemplazada por Ji Yeon Kim.
Evans-Smith estaba programada para enfrentarse a Lauren Murphy el 17 de febrero de 2019 en UFC on ESPN 1. Sin embargo, el 19 de diciembre de 2018, Murphy anunció y retirarse del evento ya que necesitaría más tiempo libre para recuperarse de una cirugía en el pie. A su vez, Evans-Smith se enfrentó a Andrea Lee. Evans-Smith perdió la pelea por decisión unánime.
Se esperaba que Evans-Smith se enfrentara a Taila Santos el 10 de agosto de 2019 en UFC on ESPN+ 14. Sin embargo, Evans-Smith retiró el combate por razones no reveladas.
Evans-Smith estaba programada para enfrentarse a Molly McCann el 21 de marzo de 2020 en UFC Fight Night: Woodley vs. Edwards. Debido a la pandemia de coronavirus, el evento fue finalmente pospuesto.
Evans-Smith se enfrentó a Norma Dumont el 28 de noviembre de 2020 en UFC Fight Night: Blaydes vs. Lewis. Perdió la pelea por decisión unánime.
Evans-Smith fue suspendida por la Agencia Antidopaje de Estados Unidos durante 14 meses por dar positivo por deshidroepiandrosterona con efecto retroactivo desde el 3 de enero de 2022. Fue suspendida hasta el 3 de marzo de 2023.
Después de dos años y medio de inactividad, Evans-Smith regresó para enfrentarse a la luchadora argentina Ailín Pérez el 15 de julio de 2023, en UFC on ESPN: Holm vs. Bueno Silva. Perdió la pelea por decisión unánime.
Después de la derrota, se anunció que Evans-Smith ya no estaba en la lista de la UFC.

## Vida personal
Evans-Smith ha sido vegana desde 2016.

## Récord en artes marciales mixtas
| Resultado | Récord | Oponente          | Método                           | Evento                                | Fecha                   | Ronda | Tiempo | Localización |
| --------- | ------ | ----------------- | -------------------------------- | ------------------------------------- | ----------------------- | ----- | ------ | ------------ |
| Derrota   | 6–6    | Ailín Pérez       | Decisión (unánime)               | UFC on ESPN: Holm vs. Bueno Silva     | 15 de julio de 2023     | 3     | 5:00   | Las Vegas    |
| Derrota   | 6–5    | Norma Dumont      | Decisión (unánime)               | UFC on ESPN: Smith vs. Clark          | 28 de noviembre de 2020 | 3     | 5:00   | Las Vegas    |
| Derrota   | 6–4    | Andrea Lee        | Decisión (unánime)               | UFC on ESPN: Ngannou vs. Velasquez    | 17 de febrero de 2019   | 3     | 5:00   | Phoenix      |
| Victoria  | 6–3    | Bec Rawlings      | Decisión (unánime)               | UFC 223                               | 7 de abril de 2018      | 3     | 5:00   | Nueva York   |
| Derrota   | 5–3    | Sarah Moras       | Sumisión (armbar)                | UFC 215                               | 9 de septiembre de 2017 | 1     | 2:51   | Edmonton     |
| Derrota   | 5–2    | Ketlen Vieira     | Decisión (unánime)               | UFC on Fox: Johnson vs. Reis          | 15 de abril de 2017     | 3     | 5:00   | Kansas City  |
| Victoria  | 5–1    | Verónica Macedo   | TKO (codazos)                    | UFC Fight Night: Arlovski vs. Barnett | 3 de septiembre de 2016 | 3     | 2:46   | Hamburgo     |
| Victoria  | 4–1    | Marion Reneau     | Decisión (split)                 | UFC Fight Night 83                    | 21 de febrero de 2016   | 3     | 5:00   | Pittsburgh   |
| Derrota   | 3–1    | Raquel Pennington | Sumisión técnica (bulldog choke) | UFC 181                               | 6 de diciembre de 2014  | 1     | 4:59   | Las Vegas    |
| Victoria  | 3–0    | Marciea Allen     | TKO (codazos)                    | WSOF 10                               | 21 de junio de 2014     | 3     | 3:01   | Las Vegas    |
| Victoria  | 2–0    | Fallon Fox        | TKO (puñetazos)                  | CFA 12                                | 12 de octubre de 2013   | 3     | 3:15   | Coral Gables |
| Victoria  | 1–0    | Tori Adams        | Decisión (unánime)               | CFA 10                                | 2 de marzo de 2013      | 3     | 5:00   | Coral Gables |